# Stanisław Michałowski (starosta)
Stanisław Zygmunt Michałowski (ur. 3 maja 1881 w Tarnopolu, zm. 1 czerwca 1943 w Warszawie) – starosta w okresie II Rzeczypospolitej.

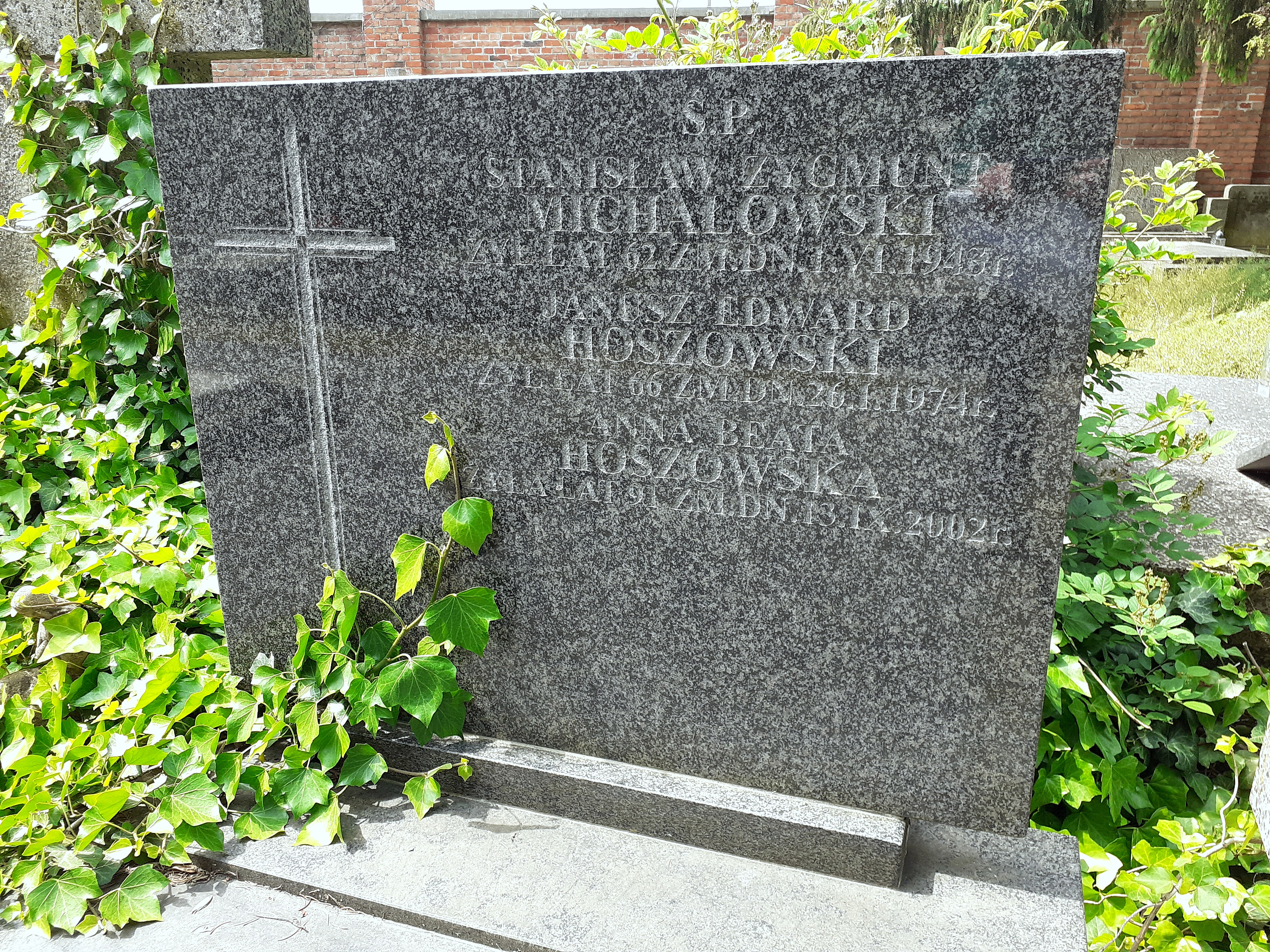
Grobowiec rodzinny Stanisława Michałowskiego

## Życiorys
Urodził się 3 maja 1881 w Tarnopolu, w rodzinie Emila i Marii z Pohoreckich. W 1899 ukończył VIII klasę i zdał egzamin dojrzałości w C. K. Gimnazjum Arcyksiężniczki Elżbiety w Samborze (w jego klasie byli m.in. Feliks Godowski, Witold Skalski). Uzyskał tytuł inżyniera. W 1903 ukończył studia na wydziale prawa Uniwersytetu Jana Kazimierza we Lwowie i podjął pracę w służbie administracyjnej w b. Galicji. Od 1915 sprawował stanowisko komisarza powiatowego starostwa powiatu jaworowskiego. Według stanu z 1918 pracował w tym urzędzie w charakterze sekretarze namiestnitwa przy opróżnionym urzędzie kierownika starostwa. W latach 1918–1919 uwięziony przez władze ukraińskie, uwolniony przez Wojsko Polskie. Od 5 czerwca 1919 starosta powiatu jaworowskiego, od 1925 pełnił funkcję starosty powiatu sanockiego, po czym z tego stanowiska został 5 stycznia 1929 mianowany starostą powiatu przemyskiego, objął urzędowanie 7 stycznia 1929 i pełnił urząd do 1932, gdy został mianowany naczelnikiem Wydziału V w Urzędzie Wojewódzkim w Białymstoku i wicewojewodą białostockim, a od 8 marca do 29 września 1934 pełnił obowiązki wojewody białostockiego. W lutym 1935 został dyrektorem departamentu administracyjnego w Ministerstwie Spraw Wewnętrznych. 25 lutego 1939 decyzją Ministra Spraw Wewnętrznych został przeniesiony w stan spoczynku.
Pełnił funkcję prezesa zarządu ekspozytury powiatowej w Sanoku Polskiego Towarzystwa Opieki nad Grobami Bohaterów, był przewodniczącym zarządu Towarzystwa Upiększania Miasta Sanoka.
Od 1906 był mężem Marii z Piwockich, z którą miał córkę Marię i syna Emila (1906–1978), profesora urologa.
Zmarł 1 czerwca 1943 w Warszawie, w wieku 62 lat. Pochowany na cmentarzu Powązkowskim w Warszawie (kwatera 299c-1-8).

## Ordery i odznaczenia
- Krzyż Oficerski Orderu Odrodzenia Polski[4]
- Złoty Krzyż Zasługi (dwukrotnie: 11 listopada 1934[24], 11 listopada 1936[25])
- Medal Dziesięciolecia Odzyskanej Niepodległości[4]
- Srebrny Medal za Długoletnią Służbę[4]
- Złota Odznaka Honorowa Ligi Obrony Powietrznej i Przeciwgazowej I stopnia[4]
- Złoty Krzyż Zasługi Cywilnej z koroną (Austro-Węgry, 1916)[7][8]
- Krzyż Jubileuszowy dla Cywilnych Funkcjonariuszów Państwowych (Austro-Węgry, przed 1918)[8]